# Hochgeschwindigkeitsstrecke Ankara–Sivas
| |                      |                                                   |                                                   |
| Streckenlänge: | 405 km               |                                                   |                                                   |
| Spurweite: | 1435 mm (Normalspur) |                                                   |                                                   |
| Stromsystem: | 25 kV / 50 Hz ~      |                                                   |                                                   |
| Maximale Neigung: | 18 ‰                 |                                                   |                                                   |
| Streckengeschwindigkeit: | 250 km/h             |                                                   |                                                   |
| |                      |                                                   |                                                   |
| \| \| \| Anatolische Eisenbahn \| \| \| \| \| Hochgeschwindigkeitsstrecke Ankara–Istanbul \| \| \| \| 0 \| Ankara \| Ankara \| \| \| \| Elmadağ \| \| \| \| 88 \| Kırıkkale \| Kırıkkale \| \| \| \| Altbaustrecke nach Kayseri \| \| \| \| 174 \| Yerköy \| Yerköy \| \| \| \| Hochgeschwindigkeitsstrecke Yerköy–Kayseri im Bau \| \| \| \| 224 \| Yozgat \| Yozgat \| \| \| \| Sorgun \| \| \| \| \| Akdağmadeni \| \| \| \| 416 \| Yıldızeli \| Yıldızeli \| \| \| \| Altbaustrecke von Kayseri \| \| \| \| 467 \| Sivas \| Sivas \| \| \| \| nach Malatya \| \| |                      |                                                   |                                                   |
| Strecke |                      | Anatolische Eisenbahn                             | Anatolische Eisenbahn                             |
| Strecke |                      | Hochgeschwindigkeitsstrecke Ankara–Istanbul       | Hochgeschwindigkeitsstrecke Ankara–Istanbul       |
| Bahnhof | 0                    | Ankara                                            | Ankara                                            |
| Bahnhof |                      | Elmadağ                                           | Elmadağ                                           |
| Bahnhof | 88                   | Kırıkkale                                         | Kırıkkale                                         |
| Abzweig geradeaus und nach rechts |                      | Altbaustrecke nach Kayseri                        | Altbaustrecke nach Kayseri                        |
| Bahnhof | 174                  | Yerköy                                            | Yerköy                                            |
| Abzweig geradeaus und ehemals nach rechts |                      | Hochgeschwindigkeitsstrecke Yerköy–Kayseri im Bau | Hochgeschwindigkeitsstrecke Yerköy–Kayseri im Bau |
| Bahnhof | 224                  | Yozgat                                            | Yozgat                                            |
| Bahnhof |                      | Sorgun                                            | Sorgun                                            |
| Bahnhof |                      | Akdağmadeni                                       | Akdağmadeni                                       |
| Bahnhof | 416                  | Yıldızeli                                         | Yıldızeli                                         |
| Abzweig geradeaus und von rechts |                      | Altbaustrecke von Kayseri                         | Altbaustrecke von Kayseri                         |
| Bahnhof | 467                  | Sivas                                             | Sivas                                             |
| Strecke |                      | nach Malatya                                      | nach Malatya                                      |

Die Hochgeschwindigkeitsstrecke Ankara–Sivas ist eine 2023 eröffnete Strecke der türkischen Staatsbahn TCDD, die Ankara, Hauptstadt der Türkei, und die Provinzhauptstadt Sivas als Hochgeschwindigkeitsstrecke verbindet und die Fahrzeit zwischen beiden Städten drastisch verkürzt.

## Geografische Gegebenheiten
Die bisherige Eisenbahnverbindung zwischen Ankara und Sivas nimmt einen weit nach Süden ausschwingenden Bogen über Kayseri und ist 602 km lang. Die neue Verbindung nutzt die Bestandsstrecke bis kurz vor Kırıkkale. Hier beginnt die Neubaustrecke nach Sivas.

Die neue Strecke ist Teil eines Ost-West-Korridors von Istanbul bis Baku (Aserbaidschan) und soll sowohl vom Personen- als auch vom Güterverkehr benutzt werden.

## Geschichte
Auf der konventionellen Strecke waren Reisende zwischen Ankara und Sivas etwa 10:30 Stunden unterwegs. Über die Neubaustrecke beträgt die Fahrzeit 2:32 Stunden.
Die Bauarbeiten begannen 2009. Die Strecke sollte ursprünglich 2018 in Betrieb gehen. Zwischen Ende November 2018 und Sommer 2022 wurde der Eröffnungstermin sieben Mal verschoben. Gründe waren falsch gebaute Tunnel – 2 km bereits erstellte Tunnel mussten wieder verfüllt werden – und Probleme mit dem Baugrund auf einer Länge von 80 km. Die offizielle Eröffnung fand schließlich am 26. April 2023 statt. Zuvor wurde der östliche Abschnitt schon nach dem Erdbeben vom 6. Februar 2023 für Evakuierungszüge genutzt. Der erste Fahrplan weist täglich drei Zugpaare auf. Der planmäßige Verkehr begann am 28. April 2023.
Am 3. August 2022 begannen die Bauarbeiten für die in Yerköy abzweigende Zweigstrecke Yerköy–Kayseri, die 2025 in Betrieb gehen soll.

## Technische Parameter
Die 405 km lange Schnellfahrstrecke umfasst 49 Tunnel mit einer Gesamtlänge von 66 km und 49 Brücken mit einer Gesamtlänge von 27,2 km. Längster Tunnel ist mit 5125 m der Akdağmadeni-Tunnel, die längste Brücke misst 2220 m und liegt zwischen Çerikli und Kırıkkale. Acht neue Bahnhöfe wurden in Betrieb genommen. Die Bestandsstrecke zwischen Ankara und Kırıkkale wurde für 140 km/h ausgebaut. Die Neubaustrecke östlich von Kırıkkale ist für eine zulässige Höchstgeschwindigkeit von 250 km/h ausgelegt. Die Strecke ist mit 25 kV / 50 Hz elektrifiziert, zweigleisig und mit ETCS Level 1 ausgestattet.